# 多元文化主義
多元文化主義（英語：Multiculturalism）是社会用以管理多元文化性的公共政策，它采取官方手段，在一个国家内部推行不同文化之间的相互尊重和宽容。
多元文化政策强调不同的文化各有其独特性，事关接纳其他民族时尤其重要。这个词最早在1957年用来描述瑞士的政策，在1960年代末期被加拿大接纳，并且扩散到其他歐盟、英國、美國、澳大利亞、新西蘭及南非等不同國家。

## 概要

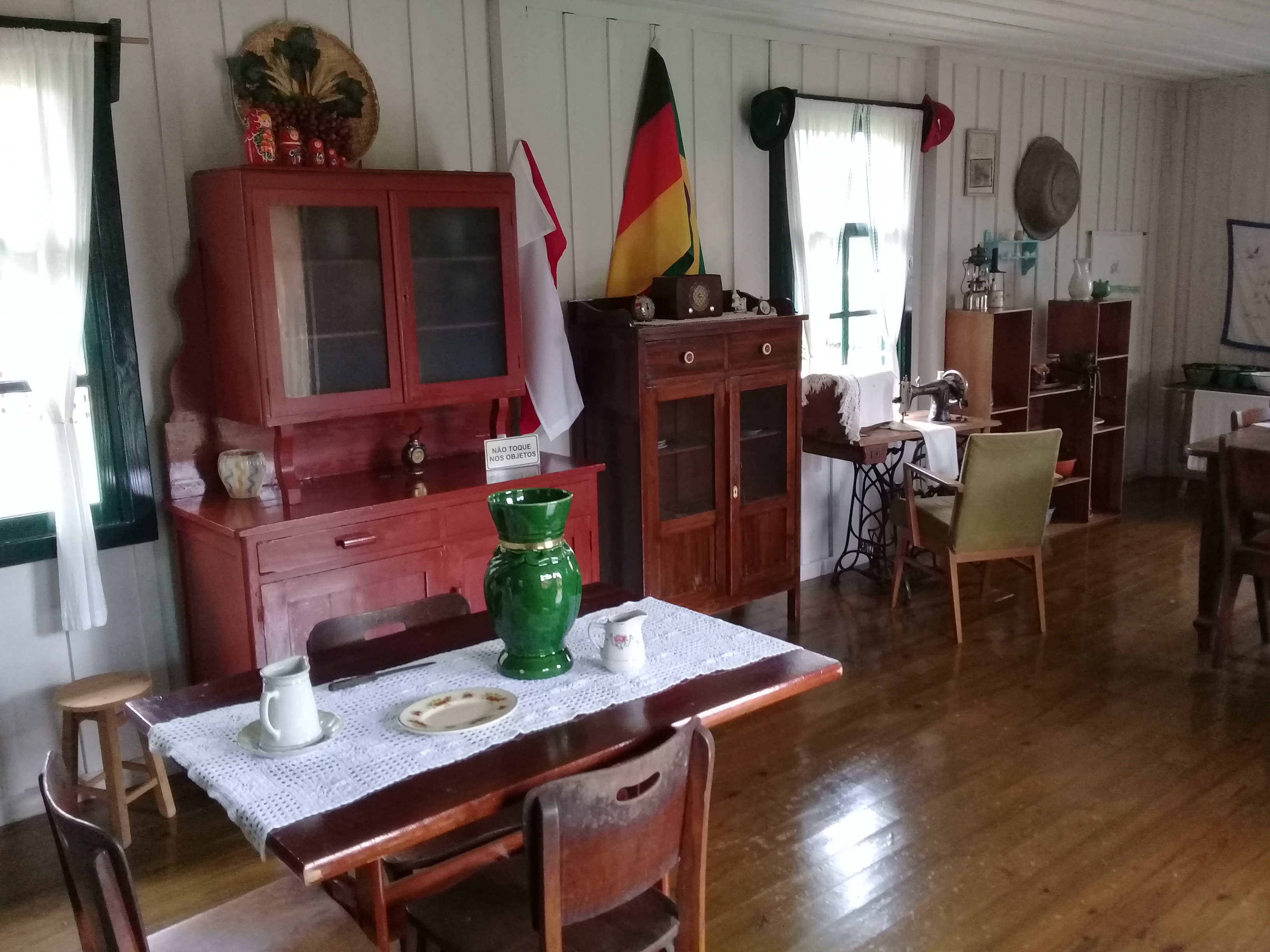
房子裡有來自不同國家的人，包括俄羅斯人和德國人，在巴西南部的卡蘭貝（Carambeí），這個城市大多數是荷蘭血統。

广义地看，这个概念通常用来描述一个社会或者国家，由于移民而导致的文化族群的多重性。这一现象可能引发对民族特征稳定性的焦虑，也会引起对各方均可受益的文化交流。这类交流主要集中在文学、艺术和哲学，以及外在表现出的音乐、服装和饮食的彼此欣赏。
有一种看法是，多元文化可能消灭各国的国家主权，也較難令政府作有效統治，並會令人们预备接受单一的世界政府，即所谓全球化。狭义上，可以指文化上截然不同的人们在同一个国家和城市里共存。

## 政策
多元文化有时指政府政策的惯例。对待移民团体和文化，一般有四种政策：
- 单一文化政策：非常接近民族主义，不接纳外来文化，对外来移民进行社会整合，将其吸收到本民族的文化之中。
- 领头文化政策：这是德国学者Bassam Tibi构造的一种社会模式。在他的《没有特征的欧洲》（Europa ohne Identität）一书中，一个国家裡的不同族群可以有各自的特征，但是必须支持作为社会基本核心概念的领头文化。在西方国家，这些基本概念是：民主、政教分离、启蒙思想、公民社会等。
- 熔炉政策：传统观念中是一个熔炉，无须政府干预，各种移民的文化自行熔为一体。
- 多元文化政策：与上述政策相比，多元文化政策的观点是，移民族群可以保留自身的文化，并且同其他的文化和平地交流，但是必须支持社会基本价值观。

相对于熔炉，多元文化政策又被称为不同种族共存的文化马赛克，或者文化沙拉碗模式。
没有哪一个国家完全符合上述模式中的一种。例如，法国努力使法国文化適用於移民群体，而加拿大有许多政策鼓励移民融合社會。
1970年代，多元文化主義及政策逐渐被歐美的政府采纳。但是这么做的原因，各国之间又不尽相同。例如在美國、加拿大及澳大利亞等移民組成為主的國家，多元文化政策是希望吸納更多的移民，以增加勞動力和人才，而歐洲尤其歐盟推行多元文化主義及政策，以消除及削弱歐洲各國一直已久的民族主義情緒。
在世界范围内，官方实施多元文化政策的主要手段包括：
- 容許双重国籍
- 政府支持使用少数民族语言的报纸、广播电台和电视台
- 支持少数民族的假日和節慶活动
- 在学校、军队和社会各界容許民族传统和宗教服饰
- 支持世界各国的文化和艺术在當地舉行活动
- 鼓励少数民族在政治、教育和其他社会活动中有自己的代表

虽然多元文化政策与文化融合有矛盾之处，像加拿大这样的移民国家同时也鼓励结构性融合，鼓励移民社团加入社会，学习主要国家语言（英语），并且进入劳动力市场。

## 批评
多元文化政策雖然有助於種族和文化共融，但政策亦存在爭議性。多元文化政策同时受到来自左翼和右翼人士的批评。
左翼批评多元文化政策阻碍或延缓了社会整合及文化融合。这会导致经济差异从而使某些少数民族被排斥于主流政治之外。然而，某些政策如：激进地实施按比例、地区代表制而非一般选举，以及在选举投票机制中实施双语制度，均得到南辕北辙的效果。这样的做法或许鼓励了少数民族参与政治，增加了他们的代表性，但在另一方面，民主制度只有在公开辩论的基础上才能发挥作用，而社会因语言被分割成小群体会导致公开辩论和内在团结的缺失。此外，多元文化政策及進行文化融合會加劇族群矛盾及種族歧視。
对多元文化主义最强烈的批评来自艾茵·兰德，她惧怕自1960年代世界范围的种族复兴运动会导致种族巴尔干化，从而使现代工业化社会解体。她的哲学把多元文化主义和单一文化主义都看作是文化决定论的集体主义。兰德从哲学上否定集体主义，根据是：1. 破坏自由意志；2. 根据她的哲学，人的头脑刚出生是空白体。确实，在刚出生时,人的头脑并没有文化概念，文化是社会对其成员输灌的条件反射。多元文化主义的特点是，把某个身分的主张，从举国一致的身分中分割出来，允许少数民族文化的个人拥有比普通社会成员更多的选择自由。
右翼批评，多元文化主义是对于人性的看法过于简单和乐观的乌托邦意识形态，因此具有与共产主义、无政府主义和各类自由主义相同的弱点。多元文化主义只能在西方社会的都市里存在，在其余的地方则无法生存。某些多元文化主义的变形会造成文化团体之间权力和影响力的不均，因此或改变更大社会内的价值系统。对多元文化政策的实用主义批评包括：在加拿大、澳洲、新西兰和美国，老移民族群不會根据祖先的来源国而自称为英国人、法国人或斯堪的纳维亚人，而新移民群体却可以有多重民族身份。
根据这个解读，在澳洲、加拿大和美国的少数民族对国家的效忠常受到猜疑，例如，在第二次世界大战时期的日裔美国人。一些多元文化表明，在北美国家出生的少数民族或小型宗教团体成员更倾向于跨种族通婚，并且更热衷于参与所在国家的事务。他们拥有自己的文化身份，但是并不参与祖先国家的政治。对于社会价值观的选择存在挣扎心理的主要是欧洲传统的民族主義国家，特别是历史上有单一文化传统的民族主義國家，少数民族在哪里会感觉到自身在政治和社会中被边缘化，但是这是在任何社会中都会出现的现象。
然而，某些文化的社区并不支持多元文化的价值观，比如在宗教信仰自由上，某些少数族群仅关注自己行使权利，無視或要求主流社會迎合他們的需要。那么多元文化系统就会自我解体。在欧洲，伊斯蘭原教旨主义人士不尊重非穆斯林的信仰自由，仅当他们需要修建新的清真寺或者要到公立学校带头巾的时候才想起这个自由。于是，多元文化主义在价值整合上就失败了。马克·斯坦恩認為穆斯林在不久將來就可以憑人口高增長率在歐洲取得主導地位，他們亦不會尊重歐洲文化，會限制歐洲非穆斯林的宗教與文化，重回「單元文化」。

### 歐洲
2010年10月，德國總理默克爾曾公開表示「德國試圖建立多元文化社會的努力已經徹底失敗」，她指出穆斯林移民需要努力融入德國社會，學習德語。然而，默克爾卻支持廣納難民政策，在歐洲移民危機中，主要信仰伊斯蘭教的難民釀成多宗強姦及性侵犯個案，包括在科隆大教堂發生的連橫性侵案，導致很多無辜的婦女受害，而媒體基於政治正確而無進行大篇幅報導相關事件。
2015年11月，法國巴黎發生連環恐怖襲擊後，一些右派人士认为，西方国家多年来奉行的多元文化价值观和政治正確纵容了伊斯兰恐怖主义的泛滥。批評者指多元文化主義走到極端就變成將落后、野蛮和反文明的价值观与民主、自由、平等、宽容的价值观等量齐观，认为二者没有高下之分。批評者認為在欧美，西方文化和基督教文化价值观的影响日益削弱，而左派和知识界对欧洲当年的殖民历史存有负疚感，因此多元文化主义大行其道。雖然伊斯兰极端主义主张政教合一，主张消灭其他文明，但左派以多元文化为名容忍这种狭隘、专制的价值体系，从而让伊斯兰极端势力乘虚而入，在欧洲大肆宣扬极端思潮，发动对现代文明的袭击。在左倾思维支配下，许多知识分子和媒体一方面热衷于批判、否定欧洲的文明，一方面又以多元文化为借口，庇护瓦哈比教派这样的鼓吹杀戮的伊斯兰极端主义意识形态在欧洲的广泛渗透，使得欧洲出生的青年当中一些可能具有潜在反社会倾向的人被吸引去从事恐怖活动。
批評者指欧盟各国中，大批穆斯林青年投奔伊斯蘭國的事实「表明了欧洲引以自傲的多元文化並存的破产」，而欧盟长期左倾的多元文化政策及价值观「为穆斯林极端宗教势力的滋生提供了温床，这张温床将源源不断地提供各种圣战士」。
2016年7月法國尼斯發生恐怖襲擊後，波兰內政部長馬柳什·布瓦什查克認為該次襲擊是欧盟多年來推行多元文化政策和政治正確造成的後果，他表示「這種做法應該就此結束」。

### 英國
2011年2月，英國首相卡梅倫表示英國多年來推行的文化多元政策助長了極端主義意識形態，使本土伊斯蘭恐怖主義滋長。他指英國未能向年輕穆斯林提供一個他們願意歸屬的社會願境，及過往容忍一些與外界隔離的社群進行違背英國價值觀的行為，導致一些年輕穆斯林有一種無根的感覺，使他們在尋找可以歸屬和信仰的東西時，墮入極端主義意識形態中。他表示「英國必須放棄失敗的文化多元主義」，「堅決捍衛自由的西方價值觀」。他呼籲各國政府「反對所有形式的極端主義」，又表示英國應該減少資助那些沒有反對伊斯蘭極端主義的團體。卡梅倫同時主張加強推廣國家認同，以阻止人們投向極端主義。
2010年11月，英國政府實施新政策，要求英國人外國配偶需要通過英語測試方能移民英國。2011年，英國高等法院裁定這個政策合法，認為「促進融合和保障公共服務」是合法目的，政策亦不構成國籍、種族或殘疾歧視。
2012年，英國移民部長格林（Damian Green）表示不能接受那些「不參與這個國家國民生活的人」成為新移民，他要求那些與英國人結婚而移民英國的外國人要有能力融入英國社會及不需依賴他人生活，意味需要懂英語。
2014年8月，美國記者詹姆斯·佛利被伊拉克和黎凡特伊斯蘭國來自英國的成員殺害後，前坎特伯里大主教凱瑞爵士（Lord Carey of Clifton）批評多元文化主義導致英國穆斯林加入伊斯蘭國。凱瑞批評長期的多元文化主義導致穆斯林移民在英國的城市裡建立完全隔離的社區，帶來名譽殺人、女性割禮和城市小區出現伊斯蘭教法管治。凱瑞表示英國穆斯林社群需要更明確地譴責極端形式的伊斯蘭教，並管教好他們的年輕人，否則就要面對那些到境外參加暴力聖戰的激進年輕人被拒返回英國的後果。
同月一份關於羅瑟勒姆性侵案的調查報告發表，估計在1997年至2013年間，羅瑟勒姆有多達1400名大多數是白人的少女被主要由巴基斯坦裔男子組成的幫派性侵犯。雖然有不少受害人向警方或社工求助，可是地方當局知悉疑犯是少數族裔後，擔心被指責種族歧視而不願跟進調查。英國新聞工作者Allison Pearson撰文批評多元文化主義對此次事件難辭其咎，「為了避免搖動多元文化這隻艇，他們把1400名兒童拿去餵鯊魚」，認為事件或者會成為多元文化主義的最後一顆封棺釘。
另一位新聞工作者Leo McKinstry批評在當局的扭曲思維裡，保護他們鍾愛的多元文化主義教條遠比保護易被侵犯的少女更加重要。他認為調查報告提及官員因為擔心可能損害社區凝聚力而害怕處理穆斯林幫派，正好反映了多元文化主義怪誕邏輯的荒謬。多元文化主義的破壞性影響更見諸於調查報告批評警方即使偶然會軟弱地嘗試跟進問題，也過度倚靠穆斯林長老。「就像英國聖戰活動的受害者那樣，羅瑟勒姆被性侵犯的少女在政治正確的祭壇上被犧牲了。」

### 澳大利亞
2011年2月，澳大利亞有國會議員表示該國的穆斯林社區恐怕已經「自成一國」，形成「種族飛地」。議員指出穆斯林已經在歐洲形成「小社會」，強硬的伊斯蘭團體在小社會內鼓吹伊斯蘭教法优于西方價值觀。有議員要求政府及早打擊宗教狂熱分子，指穆斯林根本不理睬澳大利亞社會的主流價值觀。

### 加拿大
1971年10月8日，皮埃尔·特鲁多的自由党政府在加拿大下议院颁布了《双语框架内的多元文化政策实施宣言》，这是1988年7月21日正式被王室确认的《加拿大多元文化法案》的先驱，是加拿大成为多元文化国家的象征。这一政策被加拿大《1982年宪法》第27章《加拿大自由和权利法案》所支持。1984年布莱恩·马尔罗尼的进步保守党执政后，并未改变这个政策，虽然他们对该政策持批评立场。
加拿大於1971年成立皇家双语和双重文化委员会，这是一个用来平息加拿大说法语的（主要集中在魁北克省）不满情绪的政府机构。委员会报告呼吁政府认可加拿大社会的双语（英语、法语）和双重文化特性、并且制定政策保护这一特征。双重文化政策招致了来自各方的抨击，特別是不用法語的人民。部分人认为双重文化政策是对统一加拿大主义的攻击。被魁北克民族主义所吸引的法裔青年人对此政策也不满意。除了英裔加拿大族群对这个政策感到不快，最大的反对声来自非英裔又非法裔的所谓第三力量。双重文化之说不符合英語區西部各省的现实，因为当地的法语人口稀少，甚至比乌克兰语人口还少。人们争论说，应该把“双语、双重文化”改为“双语、多重文化”。

## 延伸閱讀
- 小夏看美国:西方多元社会面临恐怖挑战（页面存档备份，存于），美國之音，2015-02-02.